# Gulfstream G500
Gulfstream G500 och G550 är affärsjet-flygplan tillverkade av General Dynamics Gulfstream Aerospace avdelning, lokaliserade i Savannah, Georgia, USA. Båda är varianter av Gulfstream V.

## Utveckling

### Gulfstream G500
G500 lanserades 2002 och certifierades av FAA 2003. Den introducerades i tjänst 2004. Som en version av G550 för kortare räckvidd, har den samma utseende exteriört samt PlaneView-förarkabinen. Dock saknar den EVS som standardutrustning, den är dock tillgänglig som tillval. Den har lägre bränslekapacitet än G550 för en räckvidd upp till 5 800 nautiska mil.

### Gulfstream G550
G550 släpptes på marknaden 2003 och har utökade prestanda. Räckvidden är utökad till 6 750 nautiska mil (12 501 km), mestadels beroende på aerodynamiska reduceringar. Gulfstream 550 har den längsta räckvidden i världen avseende affärsjet.
Utöver detta har planet en "PlaneView"-cockpit (som består av 4 Honeywell DU-1310 EFIS skärmar, och ett av Gulfstream designat pek-kontrollsystem), och "Enhanced Vision System" (EVS), en infraröd kamera som visar en bild av vyn framför kameran i en head up display. EVS låter flygplanet landa vid dåligt väder med dålig sikt.
Gulfstream 550 konkurrerar med Airbus Corporate Jet, Boeing Business Jet, och Bombardier Global Express.